# Hapy (Nijlgod)
Hapy was een Egyptische god. Hij wordt weleens gezien als godin, omdat hij beide geslachtskenmerken heeft. Hapy heeft borsten en een valse baard.
Deze god zorgde er volgens de Egyptenaren voor dat de Nijl ieder jaar weer overstroomde en vruchtbaarheid bracht. Hij wordt hiervoor nauw geassocieerd met Noen. Egypte was voor haar landbouw afhankelijk van de overstromingen van de Nijl en hierdoor was de cultus van Hapy zeer populair in de Nijlvallei. Er werden offergaven gegeven om ervoor te zorgen dat het wassen van de Nijl, ook wel de komst van Hapy genoemd, groot was. Het zou kunnen dat de oorspronkelijke naam van de Nijl Hapy was.
Hapy wordt meestal afgebeeld als een man met hangende borsten en een bolle buik. Dit zijn tekenen van weldoorvoedheid. Hij houdt meestal Nijlvegetatie vast of er hangen planten op zijn hoofd.